# Centrale idroelettrica di Isola Serafini
La centrale idroelettrica di Isola Serafini è una centrale idroelettrica situata nel comune italiano di Monticelli d'Ongina, in provincia di Piacenza, che produce energia elettrica per una potenza totale di 80 MW sfruttando il dislivello creato da uno sbarramento sul fiume Po presso Isola Serafini, a valle della frazione di San Nazzaro, che intercetta i due rami (uno naturale ed uno artificiale) in cui il fiume Po si divide creando un'isola artificiale. Lo sbarramento, costituito da undici luci di 30 m ciascuna, regolate da paratoie a catene e 6 ventole abbattibili, crea un dislivello variabile da 3,50 a 9 m a seconda della portata.
La centrale, costruita a partire dal 1958 dalla Società Idroelettrica Medio Adige (SIMA) e successivamente acquistata dall'Enel che attualmente la gestisce, utilizza quattro turbine Kaplan di eccezionali dimensioni, di cui due prodotte nel 1957 dalla Riva Calzoni di Milano e due dalla Franco Tosi di Legnano, con una portata unitaria fino a 250 m³/s.

Le prime due giranti delle turbine sono a 4 pale e sono realizzate in acciaio al carbonio, parzialmente rivestite in acciaio inossidabile durante le flamizzazioni in seguito all'erosione e del diametro di 8,6 m, mentre le ultime 2 sono a 5 pale in acciaio inossidabile, sostituite nel 1985.
L'energia è prodotta da quattro alternatori ad asse verticale, due da 18 MW e due da 22 MW, i rotori dei quali hanno il diametro di 10 m.